# Porteo BTP
Porteo BTP, anciennement Nicolas Srouji Establishment for Contracting ou NSE-CI jusqu’en 2020, est une entreprise ivoirienne spécialisée dans le BTP fondée en 2012 et détenue par l’homme d’affaires ivoiro-libanais Hassan Dakhlallah.
En 2018, l’entreprise enregistrait 300 milliards de francs CFA de commandes depuis sa création. Son chiffre d’affaires s’établissait à l’époque à 70 milliards de francs CFA.

## Histoire
NSE-CI a été fondée en 2012 par l’homme d’affaires ivoiro-libanais Hassan Dakhlallah et représentait alors une filiale du groupe libanais Nicolas Srouji Establishment for Contracting (NSE),. Elle se dissocie du groupe en 2015.
La société vient compléter les activités de la première société de son dirigeant, Ekacico-CI, qui s’était spécialisée dans la promotion immobilière et qui est désormais la filiale de Porteo.
Initialement basée en Côte d’Ivoire, NSE-CI s’étend au Bénin dès 2018 et enfin au Togo à partir de 2021.
La même année, le chiffre d’affaires de l’entreprise ivoirienne s’établissait à 285,5 milliards de francs CFA, en hausse de 24% en un an. Elle est qualifiée par le média Jeune Afrique de « nouveau champion ivoirien du BTP ».
En 2023, la société se retrouve au centre d’une polémique l’opposant à Orange Côte d’Ivoire, dont le directeur général accuse Porteo d’être responsable de coupures de fibres sur des travaux de voirie, accusation démentie par l’intéressée,,. Ce conflit fait écho à des incidents techniques sur des réseaux d’eau potable en Côte d’Ivoire provoqués par des travaux menés par NSE-CI en 2020,.
En 2024, Porteo est classée 342e du classement des 500 champions africains de 2024 de Jeune Afrique. Elle compte désormais 4200 salariés et a établi 9 filiales, allant de la gestion immobilière à l’aménagement paysager.
La même année, le PDG Hassan Dakhlallah obtient le prix Silver de la coopération Sud-Sud du Forum international Afrique développement,.

## Activité
L’entreprise obtient ses premiers contrats grâce au programme d’urgence lancé par le président ivoirien Alassane Ouattara, nécessitant la construction d'infrastructures supplémentaires,. Ces contrats auraient été passés de gré à gré.
En 2023, Porteo s’associe au groupe français Centaurus afin de créer en Côte d’Ivoire un fonds d'investissement baptisé Dalia Hospitality, visant à soutenir le tourisme, et notamment à créer plus de 1000 emplois directs. Ce fonds est dirigé par le directeur exécutif export de Bpifrance, Pedro Novo. En plus d’investir en Europe, il a l’intention d’investir en premier lieu au Sénégal, au Bénin ainsi qu’au Togo.
La société se diversifie en 2024 en investissant le secteur agro-alimentaire togolais, dans le cadre d’un partenariat avec le groupe algérien Graïne. À ce titre, la joint-venture a bénéficié d’un financement de 30 milliards de francs CFA, notamment assuré par la Banque ouest-africaine de développement.
Porteo a remporté 33 marchés publics entre 2019 et 2024 et revendique avoir réalisé plus de 2 000 kilomètres de routes.

## Gouvernance
Depuis 2015, Hassan Dakhlallah détient 100% du capital de Porteo. Le directeur général de l’entreprise, qui la représente principalement, est Gérard Kouassi, issu de la multinationale française Colas, filiale travaux publics de Bouygues. NSE est rebaptisée Porteo en 2020.